# Перемиський деканат
Перемиський деканат — колишня структурна одиниця Перемишльської єпархії греко-католицької церкви з центром в с. Перемишль. Очолював деканат декан.

## Територія
В 1936 році в Перемиському деканаті було 11 парафій:
1. Парафія с. Вапівці з філіями в с. Бовино, с. Кіньківці та приходом у с. Лутівня;
2. Парафія с. Вірко з філією в с. Вірочко та приходом у присілку Лапаївка;
3. Парафія с. Коритники з філією в с. Красичі;
4. Парафія с. Коровники з філією в с. Лучичі;
5. Парафія с. Негрибка з філіями в с. Пикуличі, с. Сілець;
6. Парафія с. Ольшани з філіями в с. Кречкова, с. Мільнів, с. Холовичі та приходом у с. Залісє;
7. Парафія с. Острів;
8. Парафія м. Перемишль з філіями в с. Засяння, с. Болонє, с. Вовче, с. Перекопань;
9. Парафія с. Пралківці з філією в с. Кругель Великий та приходом у с. Кругель Малий;
10. Парафія с. Сливниця з присілками Комара, Нагірчани та з філією в с. Тернівці з присілком Дибавка та приходом у с. Красічин;
11. Парафія с. Тисова з філіями в с. Брилинці, с. Рокшичі.

### Декан
- 1936 — Ґмитрасевич Володимир, Крилош. я. в.

### Кількість парафіян
1936 — 18 575 осіб.
Деканат було ліквідовано в травні 1946 р.